# Septoria anemones
Septoria anemones är en svampart som beskrevs av Desm. 1838. Septoria anemones ingår i släktet Septoria och familjen Mycosphaerellaceae.   Inga underarter finns listade i Catalogue of Life.